# Iglesia de Sant Martí de Biure

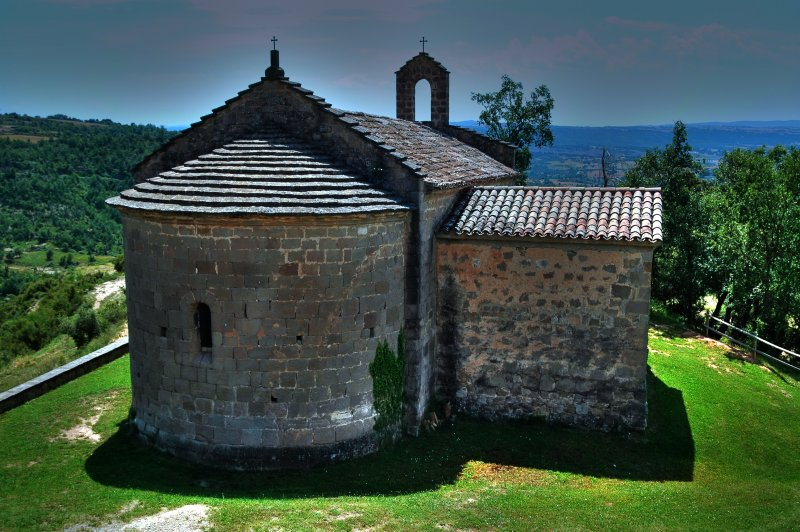
Iglesia de Sant Marti de Biure en Sagás, Cataluña, España

La iglesia de Sant Martí de Biure, se encuentra en la población de Sagás dentro la comarca catalana del Bergadá.

## Historia
Según está documentada tuvo dos consagraciones, una en el año 903 por el obispo Nantigis de Urgel y en el año 1044 por el obispo Guillem Guifredo de Urgel, por lo que es probable que se hubiera hecho una nueva construcción. Durante el siglo XIV consta como dependiente de la iglesia de Sant Andreu de Sagàs. Ha estado restaurada en los años 1950.

## El edificio
La estructura románica del siglo XII consta de una sola nave rectangular con bóveda de cañón apuntada y ábside semicircular con bóveda de cuarto de esfera, en el ábside se encuentran tres ventanas con arcos de medio punto, la del centro decorada con pequeñas esferas.
La puerta de entrada está formada por dos arcos de medio punto dispuestos en degradación. El campanario en la fachada oeste es de espadaña.

## Galería de imágenes

Sant Martí de Biure
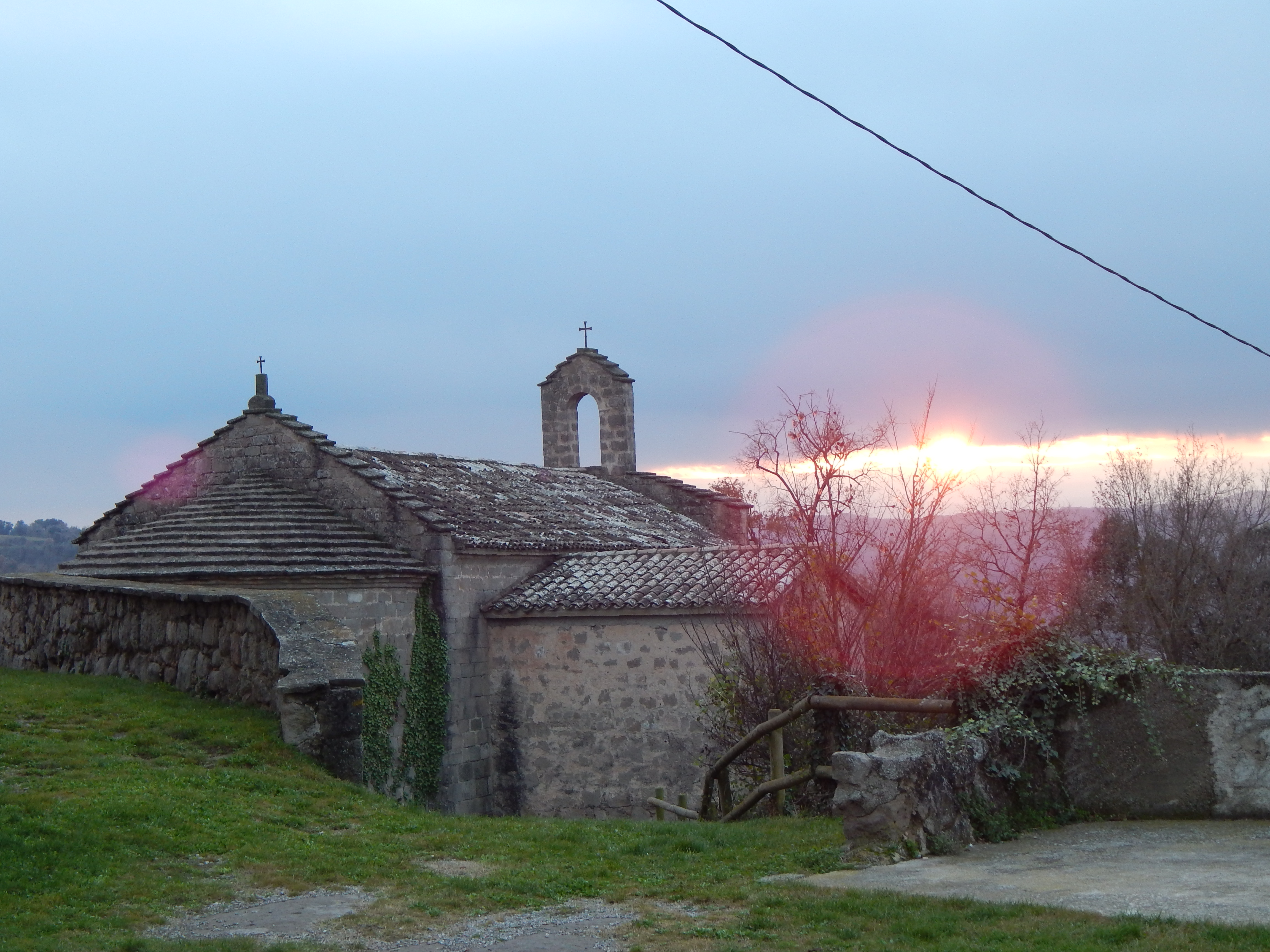
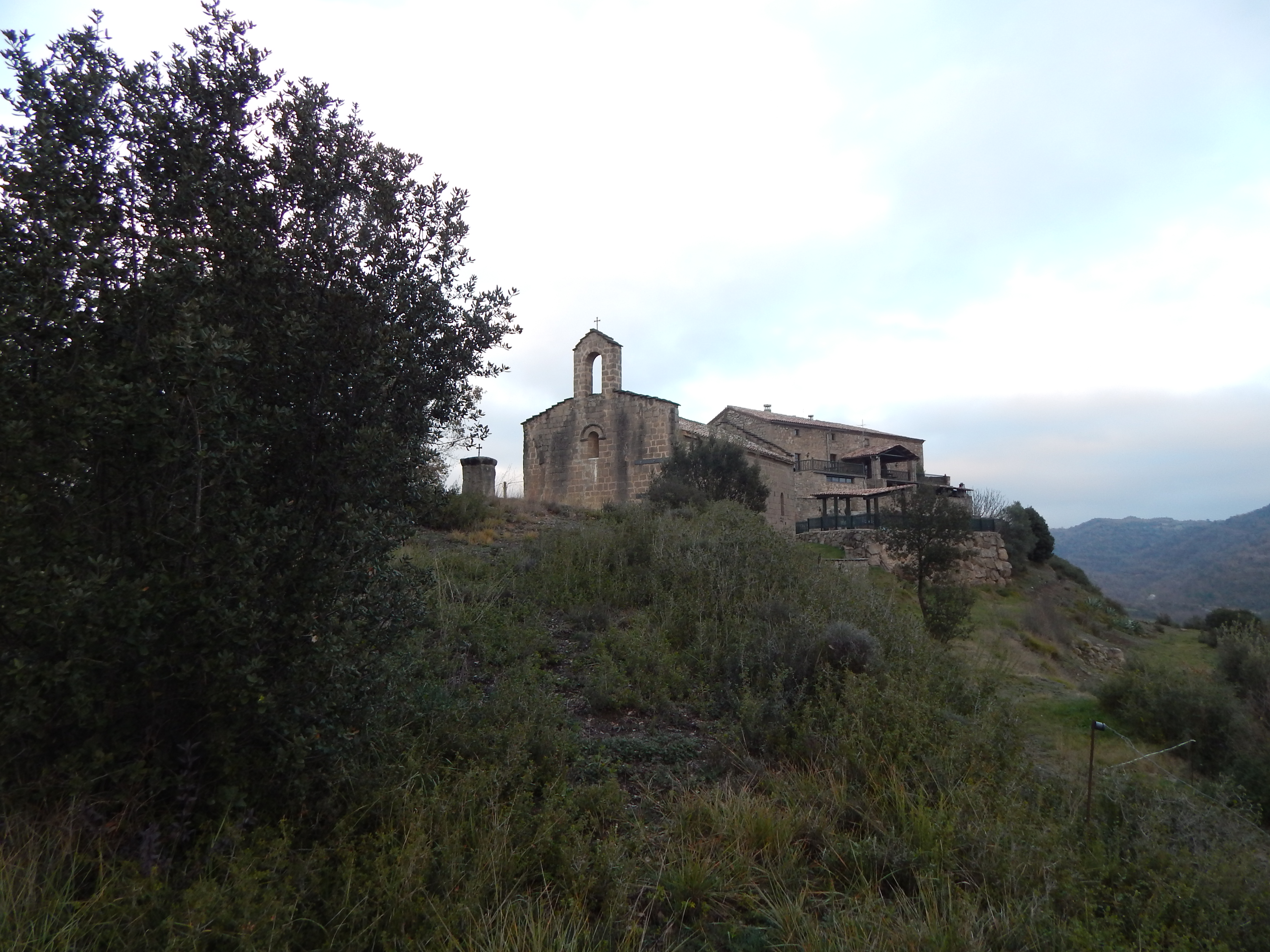
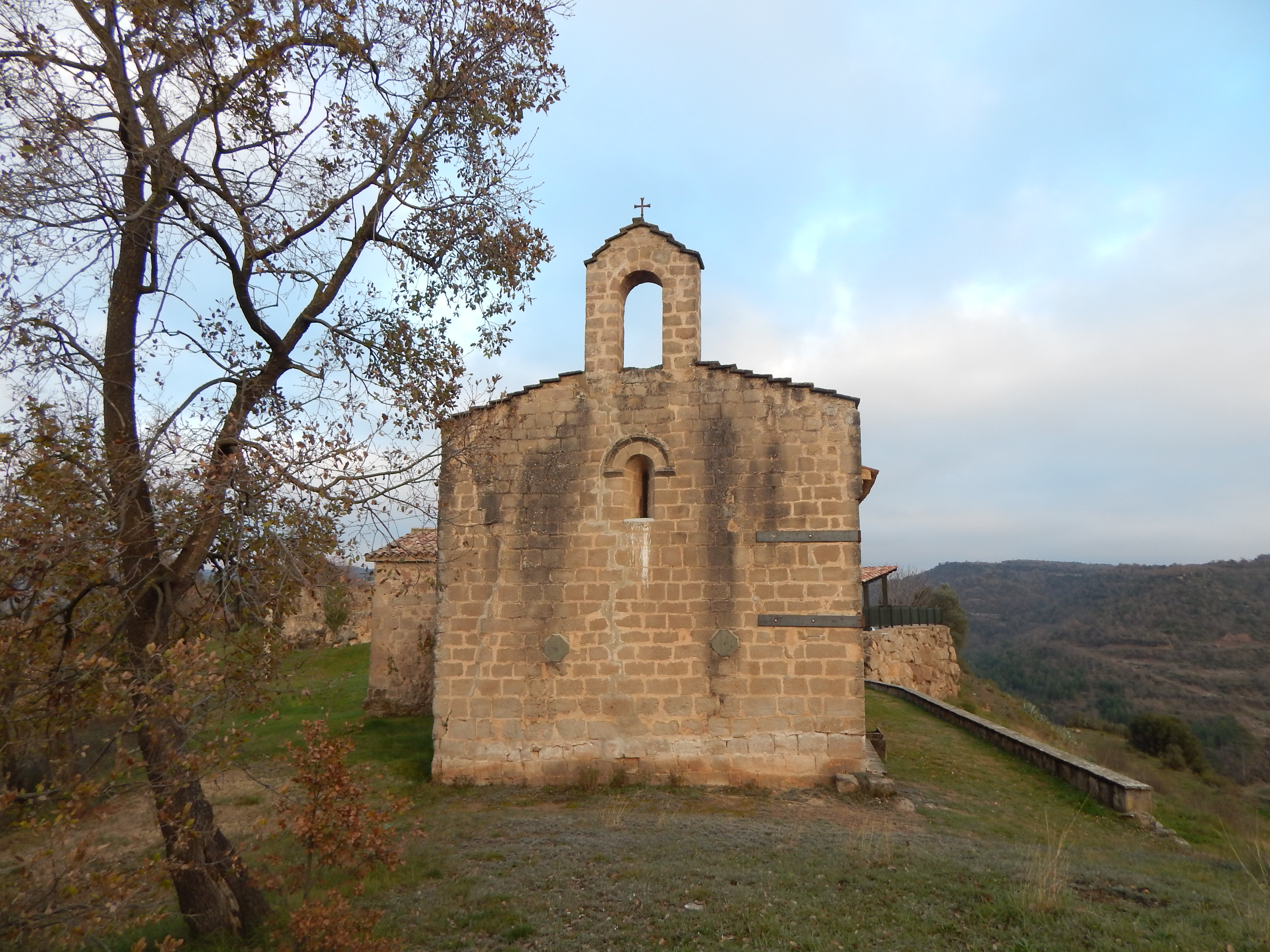
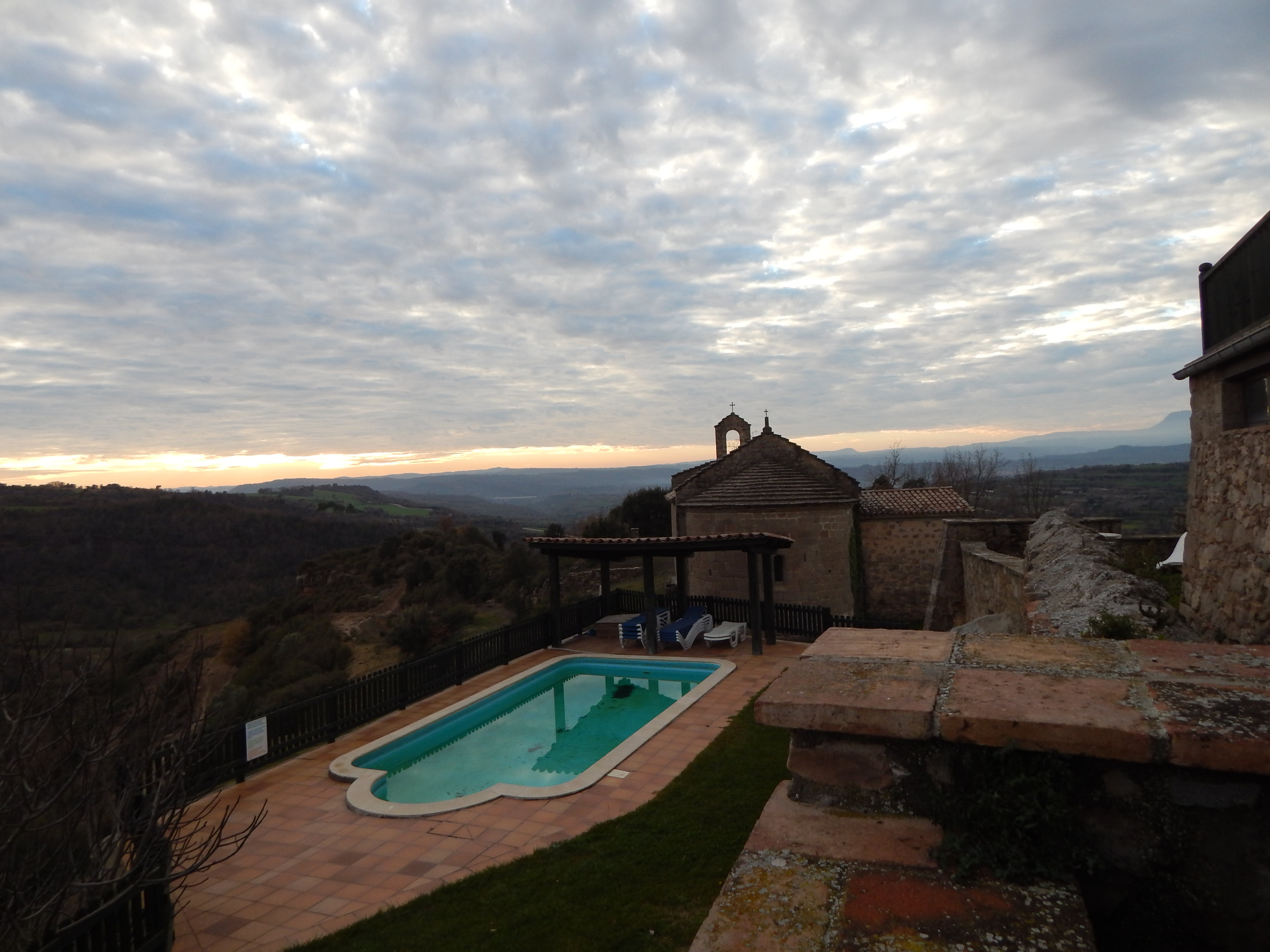
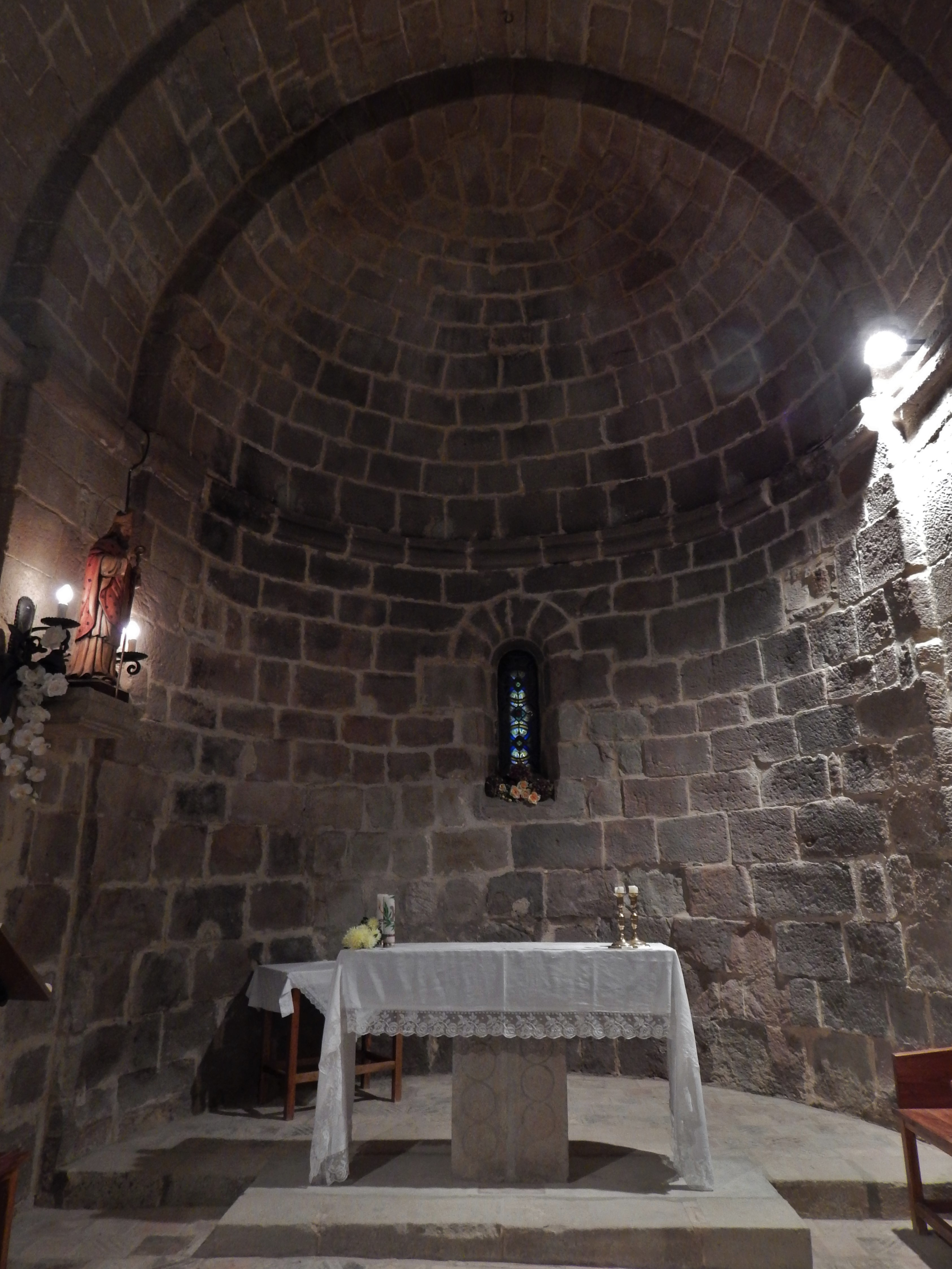
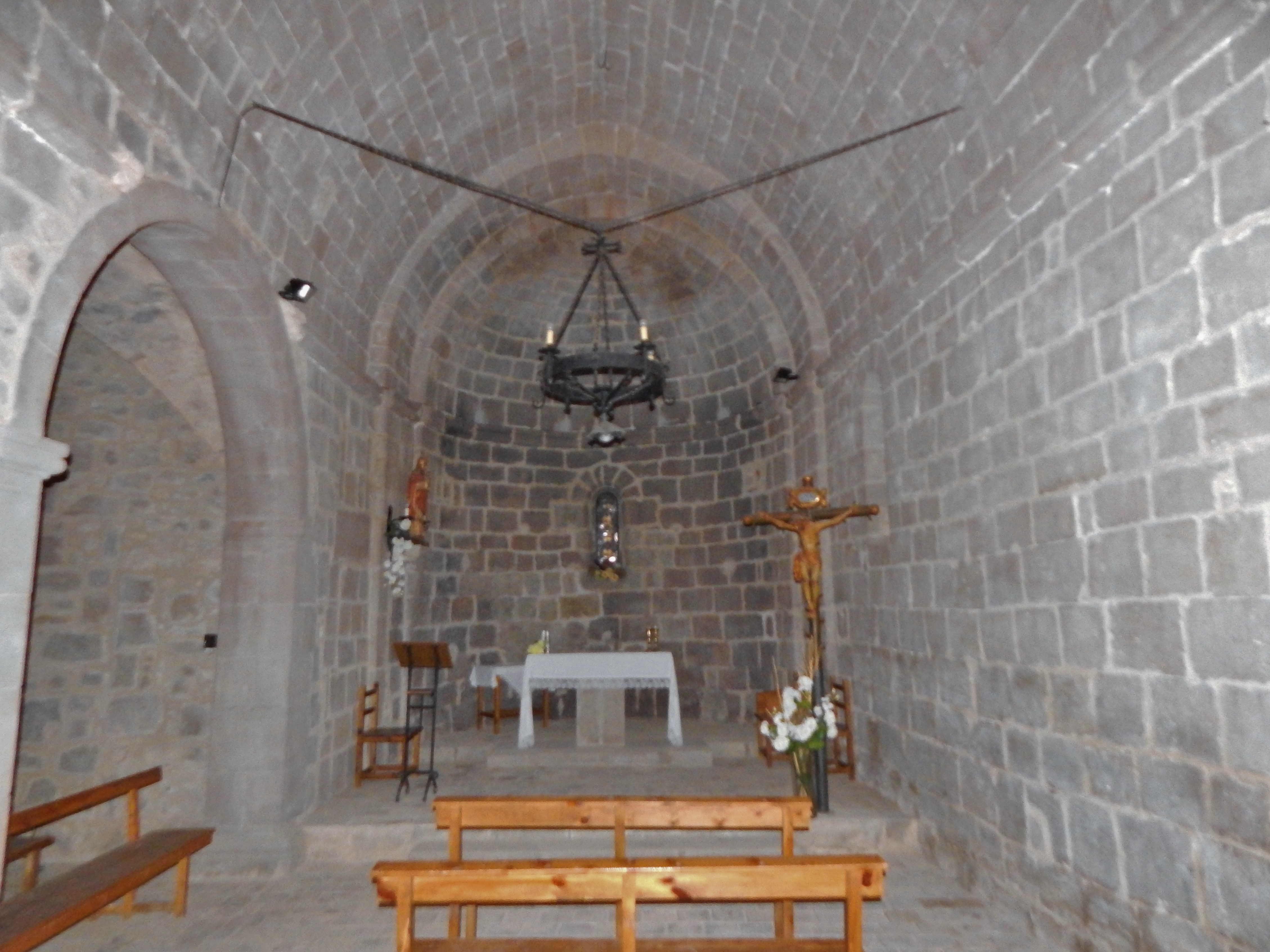
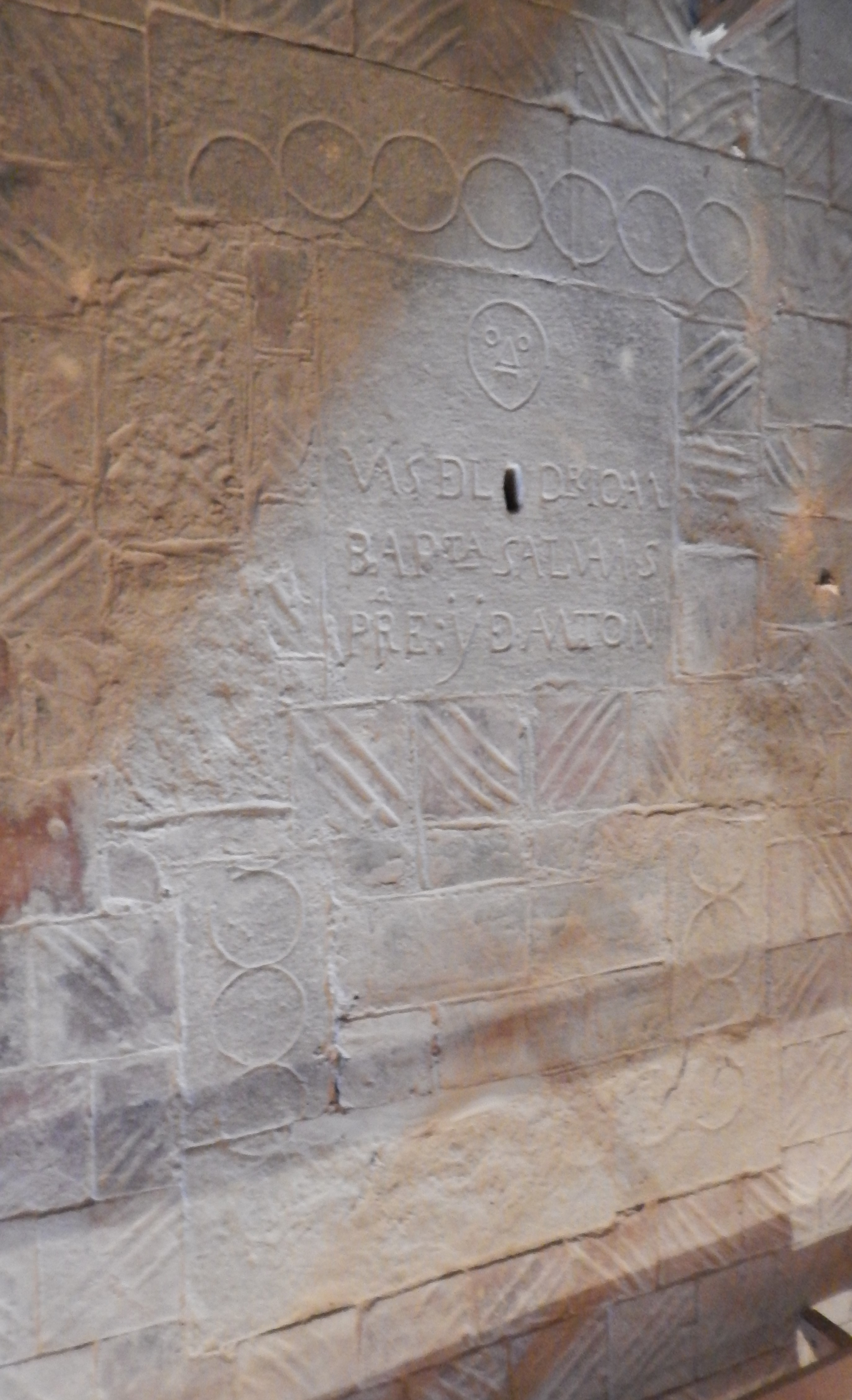
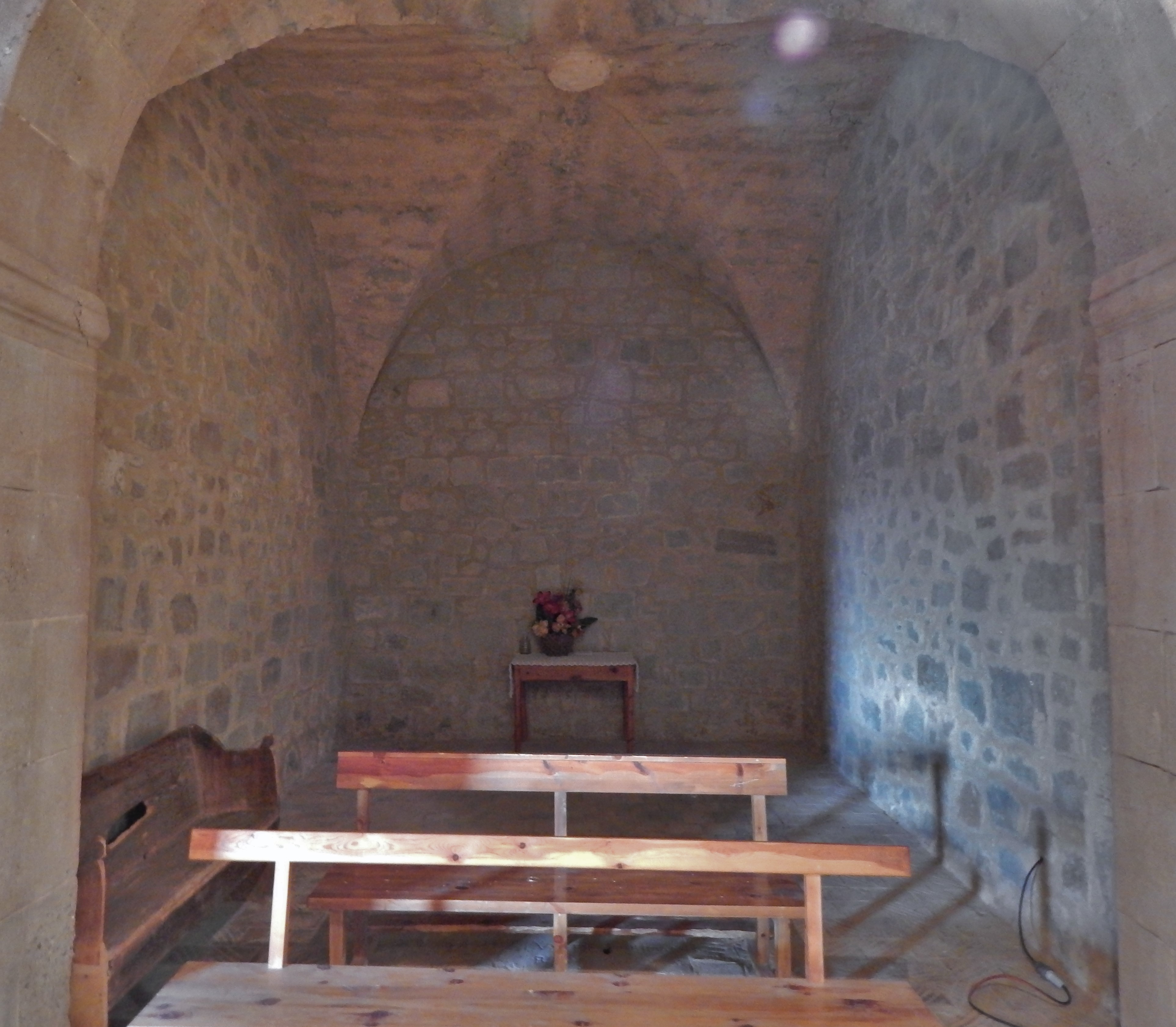
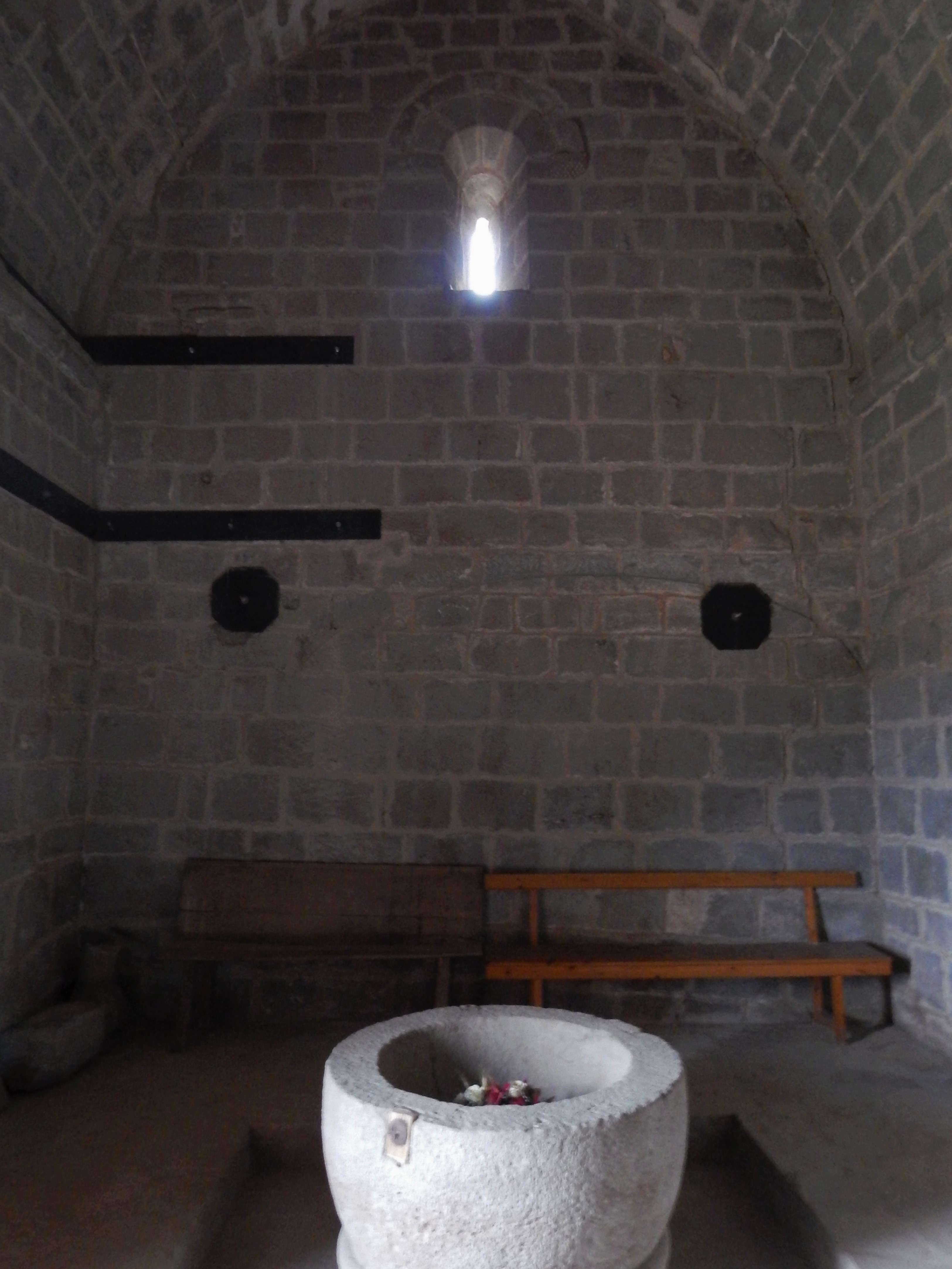
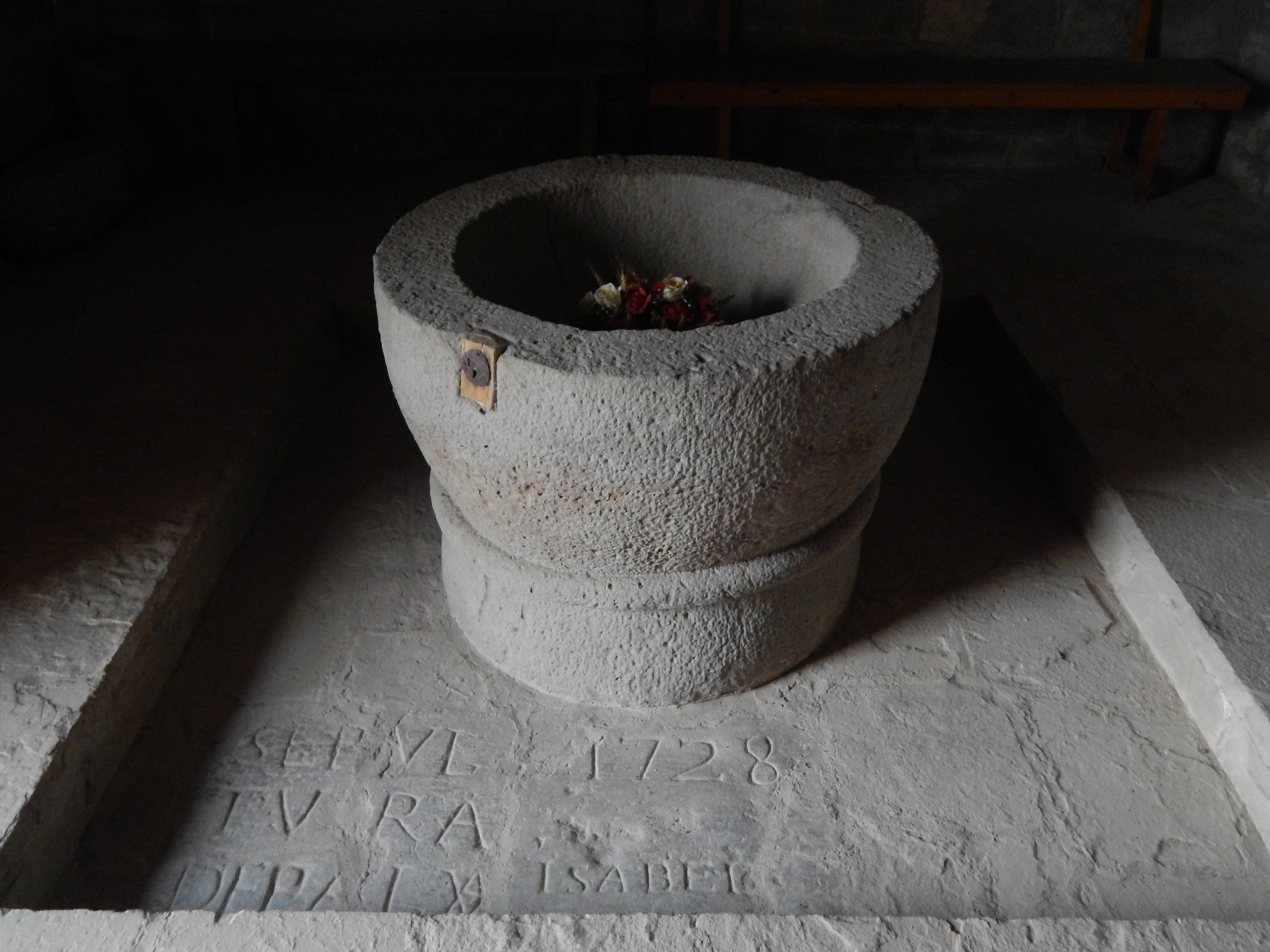
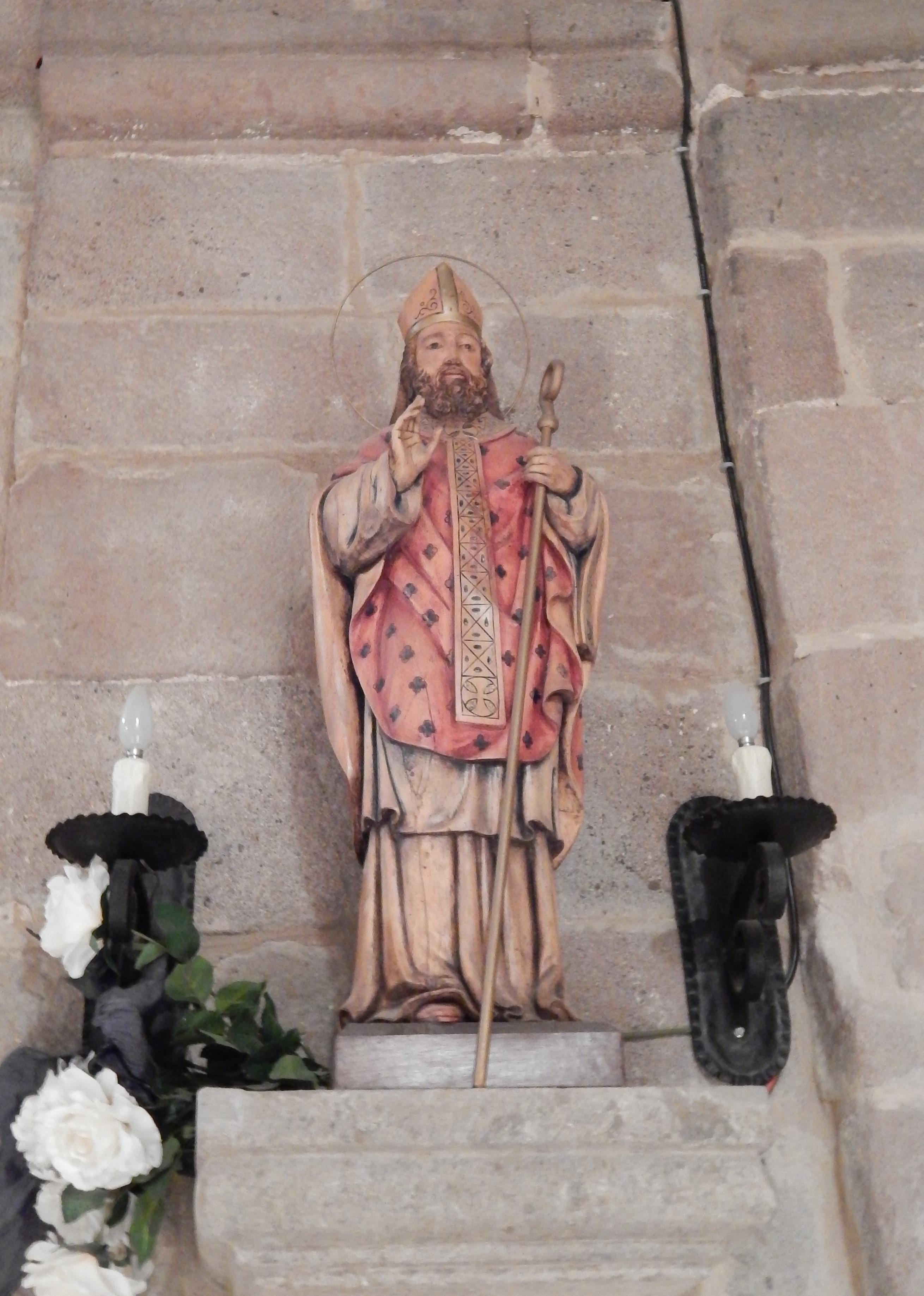
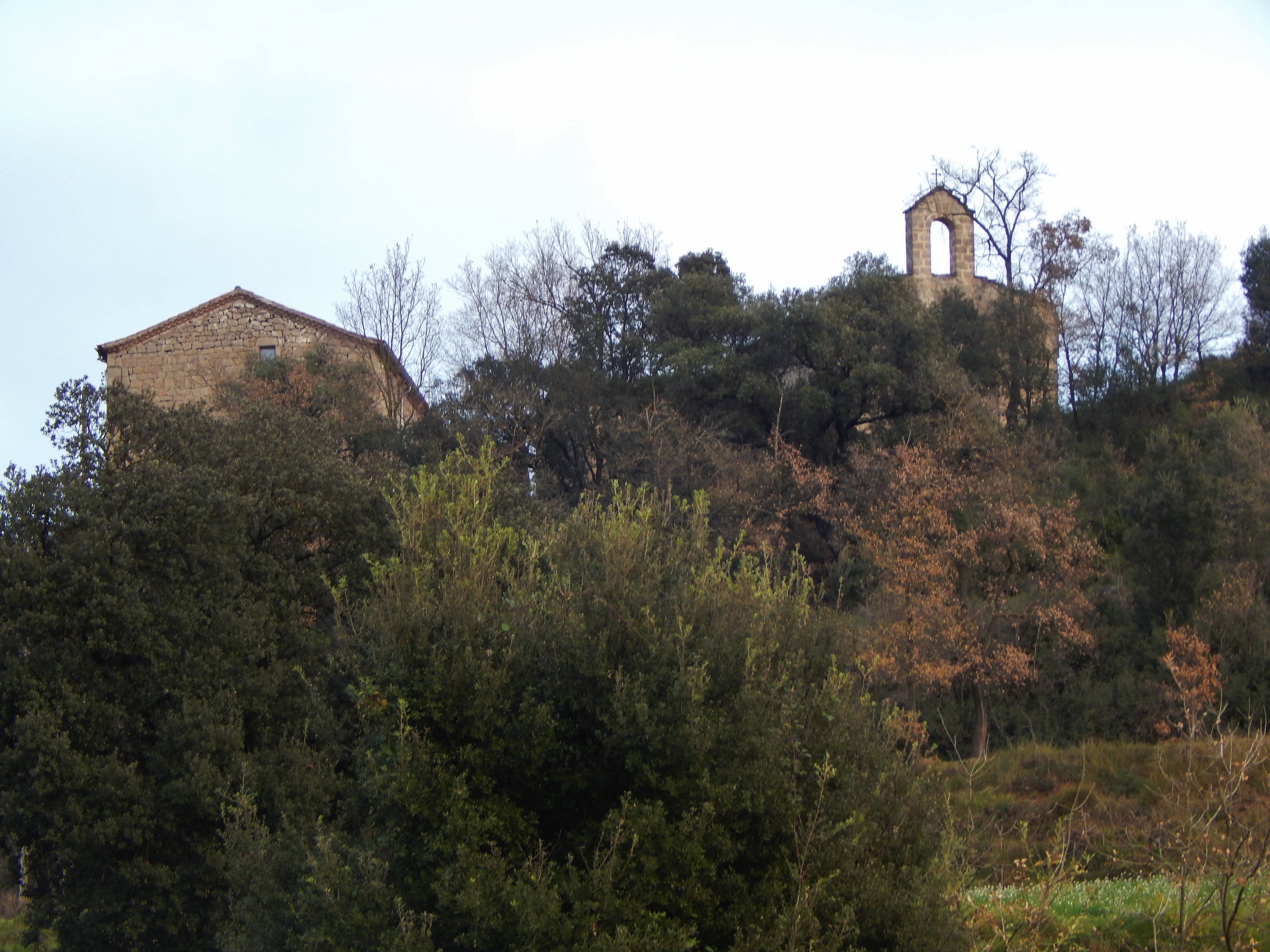